# Javier García Arnaiz

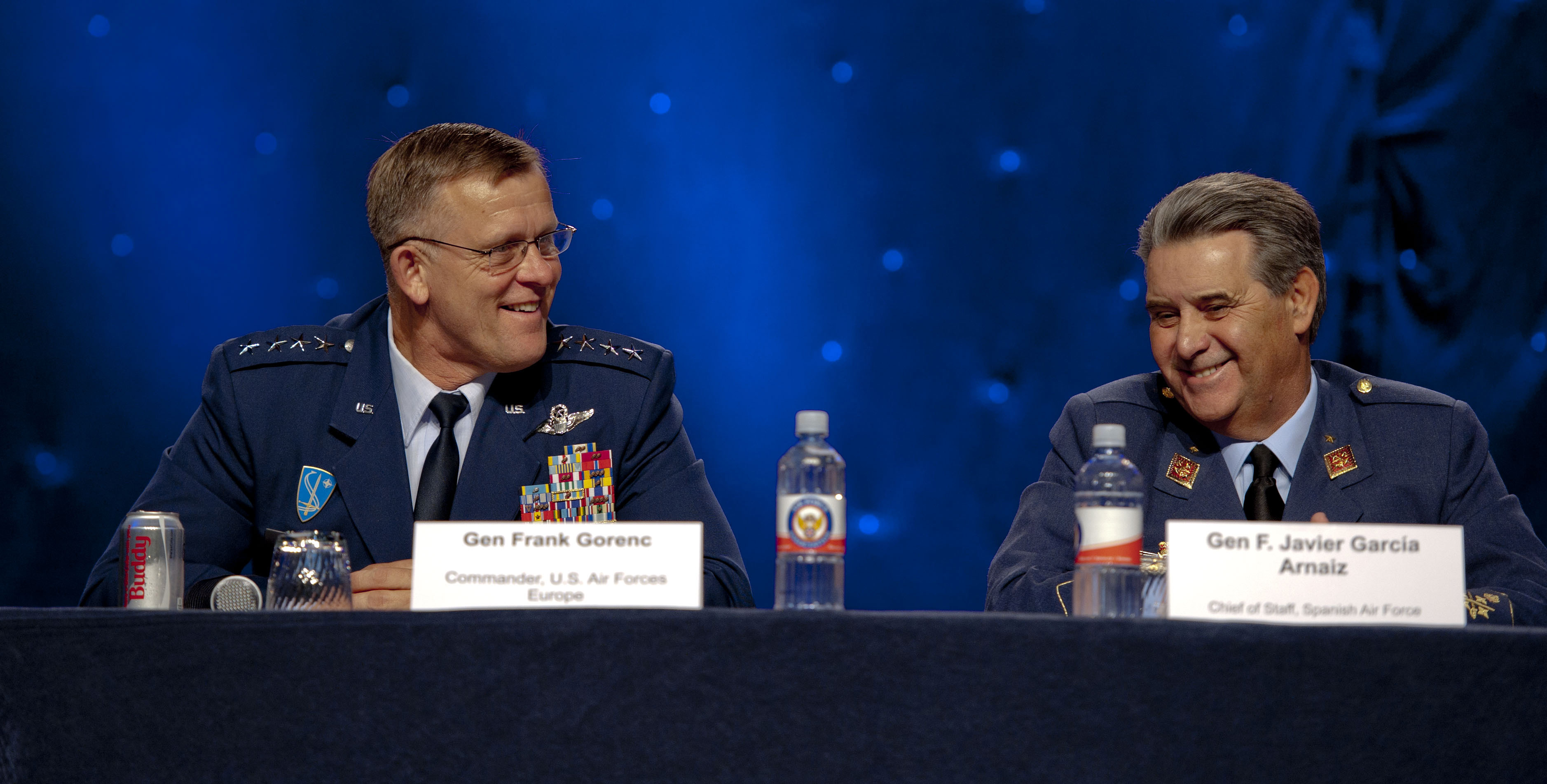
Javier García Arnaiz (rechts) im Gespräch mit dem US-General Frank Gorenc (2014)

Francisco Javier García Arnaiz (* 4. Dezember 1954 in Madrid) ist ein spanischer General und von 2012 bis 2017 Oberbefehlshaber der spanischen Luftwaffe.

## Leben
Javier García Arnaiz wurde in Madrid geboren und wuchs dort auf. Er trat 1972 in die spanische Luftwaffe ein und wurde nach seiner Ausbildung an der spanischen Luftwaffenschule nach Torrejón auf den dortigen Militärflugplatz versetzt. Dort flog er zunächst die McDonnell F-4 und später die McDonnell Douglas F/A-18. Es folgten Versetzungen zum 15. Jagdgeschwader nach Saragossa und zum 21. Jagdgeschwader nach Moron de la Frontera in der Nähe von Sevilla. 2000 wurde er Kommodore des 12. Jagdgeschwaders in Madrid-Torrejón.
2010 wurde García Arnaiz zum stellvertretenden Chef der Luftwaffe ernannt, zwei Jahre später übernahm er am 27. Juli 2012 das Kommando über die spanische Luftwaffe und wurde zum General befördert.
García Arnaiz hat etwa 4000 Flugstunden geflogen und spricht neben Spanisch auch Englisch, Französisch und Italienisch. Er nahm unter anderem am UNPROFOR-Einsatz auf dem Balkan teil und war zeitweise Kommandeur der ISAF-Kräfte auf dem Flughafen Herat in Afghanistan. 2006 vertrat er die spanischen Streitkräfte in Brüssel bei der NATO.

## Privates
Javier García Arnaiz ist verheiratet und hat zwei Kinder.